# Ophiostomatales
Ordre
Les Ophiostomatales sont un ordre de champignons du règne des Fungi.

## Liste des familles
- Kathistaceae Malloch & M. Blackw.
- Ophiostomataceae Nannf.